# Departamento de Ingeniería (Universidad Nacional del Sur)
El Departamento de Ingeniería es uno de los 17 departamentos que constituyen la Universidad Nacional del Sur (UNS), localizada en la ciudad de Bahía Blanca, Argentina.

## Historia
El Departamento de Ingeniería tuvo su origen en la escuela homónima del Instituto Tecnológico del Sur (ITS), instituto que dio origen a la UNS en 1956. Originalmente en el Departamento se dictaron las carreras de Ingeniería Civil e Industrial. En 1962 se agregó la carrera de Agrimensura, al crearse en la universidad.
En 1999 el Departamento incorporó la carrera de Ingeniería Mecánica. Cabe señalar que esta carrera existía en el ITS (entre 1948 y 1955), pero se la fusionó con Ingeniería Industrial, creándose en ella la orientación Mecánica.

## Centro de estudiantes
El Centro de Estudiantes de Ingeniería y Agrimensura (C.E.I.A) es la entidad que representa los intereses de los alumnos de las carreras de éste departamento y del Departamento de Ingeniería Eléctrica y Computadoras.

## Carreras
Las carreras de grado del Departamento son las siguientes:
| Carreras de grado     | Duración |
| --------------------- | -------- |
| Agrimensura           | 5 años   |
| Ingeniería Civil      | 5 años   |
| Ingeniería Industrial | 5 años   |
| Ingeniería Mecánica   | 5 años   |

## Laboratorios y Gabinetes
El Departamento de Ingeniería cuenta con laboratorios y gabinetes propios instalados y totalmente equipados que son utilizados por los estudiantes, docentes e investigadores de todas las carreras que dependen del mismo.
- Laboratorio de Hidráulica (Universidad Nacional del Sur)
- Gabinete de Organización Industrial